# كينت روبن تونسن
كينت روبن تونسن (بالنرويجية: Kent Robin Tønnesen) مواليد 5 يونيو 1991 في السويد، هو لاعب كرة يد نرويجي يلعب كظهير أيمن. يلعب حاليا مع نادي فوكس برلين لكرة اليد ويحمل الرقم 15. مثل منتخب النرويج لكرة اليد.

## سجل المنافسة
شارك في البطولات التالية:
- بطولة أوروبا لكرة اليد للرجال 2014
- بطولة أوروبا لكرة اليد للرجال 2016

## روابط خارجية
- كينت روبن تونسن على موقع الاتحاد الدولي لكرة اليد (الإنجليزية)
- كينت روبن تونسن على موقع الاتحاد الأوروبي لكرة اليد (الإنجليزية)
- كينت روبن تونسن على موقع الاتحاد النرويجي لكرة اليد (النرويجية)
- كينت روبن تونسن على موقع اللجنة الأولمبية الدولية (الإنجليزية)
- كينت روبن تونسن على موقع أوليمبيديا (الإنجليزية)